# Tereza Fiedlerová
Tereza Fiedlerová est une joueuse tchèque de volley-ball née le 6 avril 1982. Elle mesure 1,80 m et joue réceptionneuse-attaquante.

## Clubs
| Club              | Pays         | De        | À         |
| ----------------- | ------------ | --------- | --------- |
| VK KP Brno        | Rep. tchèque | 2001-2002 | 2005-2006 |
| Přerovský VK      | Rep. tchèque | 2006-2007 | 2006-2007 |
| VK KP Brno        | Rep. tchèque | 2007-2008 | 2007-2008 |
| Terville Florange | France       | 2008-2009 | …         |

## Palmarès
- Championnat de République tchèque (4)
  - Vainqueur : 2002, 2003, 2004, 2006